# アスリートゴルフ
『アスリートゴルフ』は、2005年4月2日から2006年3月25日までサンテレビで放送されていたゴルフ番組である。放送時間は毎週土曜 11:00 - 11:30（日本標準時）。

## 概要
サンテレビのプロ野球解説者である真弓明信が、関西各地で活動するシングルクラストップのアマチュアゴルファー1人と月替わりでチームを組み、プロゴルファーと2対1の変則マッチプレーを行う「アスリート・ラウンド」という企画を主体にしていた。プロゴルファー側は、偶数月にはデニッシュ・チャンドが、奇数月には横田真一が参加していた。
この企画では、毎週2ホール（2005年5月までは1ホール）ずつのマッチプレーを1か月続けて行い、計8ホールズ（5週ある月には10ホールズ）の成績によって勝敗を決めていた。ドローの場合には引き分けとしていた。基本的にはハンデ無しのスクラッチプレーだったが、真弓とアマチュアのタッグチームについては特例として、そのホールでの成績が良かった側のスコアを採用していた。例えば真弓がボギー、ゲストのアマチュア選手がバーディーだった場合にはゲストの成績を採用した。
番組中盤には、ゴルフの腕を上げたい視聴者のためのレッスンコーナーを設けていた。このコーナーでは進行役の森洋子と一般からの参加者が生徒役となり、チャンドもしくは横田から直々にレッスンを受けていた。コーナータイトルは、チャンドが出演した回では「ちゃんとレッスン」、横田が出演した回では「まごころレッスン」となっていた。このほか、試合の最中にも彼らによる解説が入ることがあった。

## スタッフ
- 構成：佐伯勝
- 技術：東通テクノサービス
- 編集：東通AVセンター
- ディレクター：森田肇哉、東郷誠
- プロデューサー：安井淳一（ブリッジ）
- AE：田中亨（SUN-TV）
- 制作協力：ブリッジ
- 制作著作：SUN-TV